# 최진숙
최진숙(崔真淑, 1983년 1월 17일~)은 일본의 자본시장분석가이자, 사업가이다. 주식회사 굿뉴스앤컴퍼니스 대표이사, 동증마더스 카오나비 사외이사, 동증 일부 시본 전 사외이사, 에이본 프로덕츠 전 사외이사, 닛케이 CNBC 경제 해설위원 직을 맡고 있으며, 도쿄증권거래소 자본 시장 강사직 또한 역임 중이다.